# The Wizard of Gore (2007)
The Wizard of Gore ist ein 2007 erschienener Horrorfilm von Jeremy Kasten. Er ist eine Neuverfilmung des 1970 gedrehten Films The Wizard of Gore von Herschell Gordon Lewis. Der Film vereinigt Stilelemente des Splatterfilms mit denen des Film noir. In Deutschland wird der Film auch als Gore Massacre vertrieben.

## Handlung
Edmund Bigelow ist ein weitestgehend erfolgloser Verleger einer Undergroundzeitschrift. Als er beim Carnival of Horror zusammen mit seiner Freundin Maggie eine Vorstellung des Zauberers Montag the Magnificent besucht, ist er hellauf begeistert. Der Zauberer gibt auf der Bühne vor, eine Striptänzerin auszuweiden. Doch schon am nächsten Tag weicht die Begeisterung: das Mädchen ist wirklich tot. Edmund beginnt weiter zu forschen, auch mit Hilfe seines Kollegen Jinky, ein Praktikant beim Morddezernat. Außerdem besucht er weitere Vorstellungen des Zauberers, bei dem weitere Frauen getötet werden, unter anderem mit Bärenfallen und einem Metallofen. Immer am Schluss der Vorstellung sind die Frauen lebendig, am nächsten Morgen jedoch unter mysteriösen Umständen tot. Während seiner Recherchen beginnt Edmund an seinem Verstand zu zweifeln, er hat Träume von der Ermordung der Mädchen, bei denen er der Täter ist.
Er stößt auf einen Menschenhändler und Alternativmediziner namens Dr. Chong, der ihn auf die Spur eines Mädchenhandels bringt. Anscheinend wurden die Zuschauer und Opfer des Zauberers durch Tetrodotoxin, ein Nervengift aus einem Kugelfisch, gelähmt und willenlos gemacht. Außerdem scheint etwas mit Maggie nicht zu stimmen. Höchstwahrscheinlich hat Edmund diese auch über einen Mädchenhändlerring „erworben“. Maggie und auch Jinky werden scheinbar von Edmund nach einem Besuch der Vorstellung getötet. Nach weiteren Nachforschungen kommt er der Sache endlich auf die Schliche: Dr. Chong selbst hat ihn zu seinem Sklaven gemacht, um sich an dem Zauberer zu rächen. Dieser hatte ihm einige Mädchen „gestohlen“.
Edmund tötet Montag und setzt dessen Gehilfen und Dr. Chong unter Drogen. Jetzt ist er der Veranstalter der Show.

## Hintergrund
Mit dem gleichnamigen Original hat der Film wenig zu tun; lediglich Titel und die Grundstory (blutige Zaubershow) wurden beibehalten. Auch die Splattereffekte sind im Vergleich zum Original weit weniger explizit und finden zum Teil hinter dichtem Nebel statt.
Der Film wurde 2006 im MacArthur Park und in einem verlassenen Park-Plaza-Hotel in Los Angeles gedreht. Alle Innenaufnahmen wurden in dem Hotel, das einige Zeit lang als Crackhöhle genutzt wurde, abgedreht. Die ehemaligen Räume wurden umfunktioniert.
Die Setdesigns selbst orientieren sich am Art déco der 1940er Jahre an. Crispin Glover lehnte seine Darstellung des Zauberers an den Stil von Siegfried und Roy an. Edmund Bigelow wird im Stile Philip Marlowes porträtiert. Für die Darstellung der Opfer des Zauberers, aber auch als Statisten beim Carnival of Horror wurden mehrere SuicideGirls engagiert, die zum Teil unentgeltlich auftraten.

## Kritik
Der Film wurde von der Kritik mittelmäßig bewertet. Zwar wurden Optik und Handlung überwiegend gelobt, doch empfanden viele Kritiker den Film als relativ spannungsarm.

„Unterm Strich ist Jeremy Kasten mit seiner Version von H.G. Lewis´ Movie “The Wizard of Gore” ein etwas zwiespältiger Film gelungen, der der ursprünglichen Geschichte keine wesentlichen Impulse hinzufügen konnte. Aus der Masse an Remakes, die seit Jahren auf uns losgelassen wurde, sticht er jedenfalls nicht sonderlich hervor.“